# Scoti
Gli Scoti o Scotti erano una popolazione celtica cristianizzata proveniente dall'Irlanda e insediata nel VI secolo in Scozia. Formarono il Regno di Dalriada, uno dei cinque in cui si divise la regione. L'indebolimento, sotto gli attacchi vichinghi, del forte regno dei Pitti, condusse alla riunione di ampi territori sotto il nome di Regno di Scozia, in cui in breve tempo Pitti e Scoti si unirono etnicamente in un unico popolo. 